# MF-TDMA
MF-TDMA (Multi-Frequency Time-Division Multiple Access) — протокол, який використовується в супутниковому зв'язку при передачі даних в зворотному каналі. Протокол передбачає, що кожен термінал може пересилати потік даних згідно з часовій динаміці та частотному плану. схема доступу по протоколу MF-TDMA є найбільш ефективною технологією для оптимального використання працездатною смуги. Такий спосіб передачі даних підтримує динамічний розподіл смуги пропускання для безлічі терміналів одночасно і без блокування. Ця якість є величезною перевагою перед іншими технологіями супутникового зв'язку. Число каналів та рівні їх максимальної швидкості залежить від енергетичного потенціалу.